# 레네 이기타
호세 레네 이기타 사파타(Jose Rene Higuita Zapata, 1966년 8월 27일 ~ )는 콜롬비아의 은퇴한 축구 선수로 현재 아틀레티코 나시오날 골키퍼 코치를 전담하고 있으며 포지션이 골키퍼임에도 불구하고 국가대표로 활약하는 동안 8골을 기록하면서 파라과이의 호세 루이스 칠라베르트, 대한민국의 김병지와 함께 '골 넣는 골키퍼'로 유명했다.

## 클럽 경력
1985년 미요나리오스 FC에서 데뷔해 16경기 7골을 터뜨리며 골 넣는 골키퍼로 이름을 알리기 시작했고 이후 1986년 아틀레티코 나시오날로 이적하여 1992년, 그리고 1993년부터 1997년까지 181경기 2골을 기록하며 1989년 코파 리베르타도레스 우승, 1990년 코파 인테라메리카나 우승, 1989년 인터콘티넨털컵 준우승, 콜롬비아 1부 리그 2회 우승(1991년, 1994년), 1995년 코파 리베르타도레스 준우승에 기여했다. 
그리고 1992년 스페인 라리가의 레알 바야돌리드로 이적하여 15경기 2골을 기록했고 1997년부터 1998년까지 멕시코 리가 MX의 CD 베라크루스에서 30경기 2골을 기록한 뒤 1999년 고향팀인 인데펜디엔테 메데인에 입단하여 2000년까지 20경기 11골을 기록했다. 
이후 2000년부터 2009년까지 레알 카르타헤나, 후니오르 FC, 데포르티보 페레이라, SD 아우카스, 구아로스 FC, 데포르티보 리오네그로 FC, 데포르티보 페레이라 등에서 105경기 16골을 기록했고 프로 통산 380경기 41골이라는 골키퍼로서 경이로운 기록을 남긴 뒤 은퇴했다.

## 국가대표팀 경력
1987년 콜롬비아 A대표팀에 첫 발탁된 이후 이듬해인 1988년 핀란드와의 경기에서 국제 A매치 데뷔골을 터뜨렸고 1989년 페루와의 아르메니아 센테나리오컵에서는 결승골을 터뜨리며 팀의 1-0 승리를 이끌었으며 베네수엘라와의 1989년 코파 아메리카 A조 1차전에서도 득점을 기록하며 4-2 완승에 일조했다. 
그리고 또 이듬해인 1990년 FIFA 월드컵 본선에 참가하여 콜롬비아 축구 역사상 첫 월드컵 16강 진출에 이바지했고 1993년 코파 아메리카와 1995년 코파 아메리카에도 출전하여 2회 연속 콜롬비아의 4강 진출을 견인했으며 1999년 68경기 8골의 기록을 남기고 국가대표팀 유니폼을 반납했다.

## 기행
현역 시절 수많은 기행을 남기며 '괴짜 골키퍼' 중 하나로 손꼽힌 이기타는 카메룬과의 1990년 FIFA 월드컵 16강전에서 중앙선까지 공을 몰고 나오다 카메룬의 공격수 로제 밀라에게 볼을 빼앗기며 득점을 허용했고 결국 콜롬비아는 카메룬에 1-2로 패하며 8강 문턱에서 주저앉았고 결국 이를 계기로 자국 팬들로부터 엄청난 비난을 받았다.
또한 1995년 9월 6일 웸블리 스타디움에서 열린 잉글랜드와의 친선경기에서는 제이미 래드냅의 슛을 뒷발차기(일명 스콜피온 킥)으로 막아내며 많은 사람들의 탄성을 자아내기도 했지만 1994년 FIFA 월드컵에서는 마약 복용과 유괴 사건에 연루되며 출전이 금지되었다.

## 선수 경력
- CD 로스 미요나리오스 1985
- 아틀레티코 나시오날 1986-1992
- 레알 바야돌리드 1992-1993
- 아틀레티코 나시오날 1994-1997
- 티부로네스 로호스 데 베라크루스 1997-1998
- 인데펜디엔테 메데인 1999-2000
- 레알 카르타헤나 2000-2001
- 아틀레티코 주니어 2001-2002
- 데포르티보 페레이라 2002-2003
- SD 아우카스 2004
- 바호 카우카 FC 2005
- 과로스 데 라라 FC 2007
- 데포르티보 리오네그로 2008
- 데포르티보 페레이라 2008-2009